# Zamia
Zamia is een geslacht van planten in de orde van de palmvarens (Cycadales).

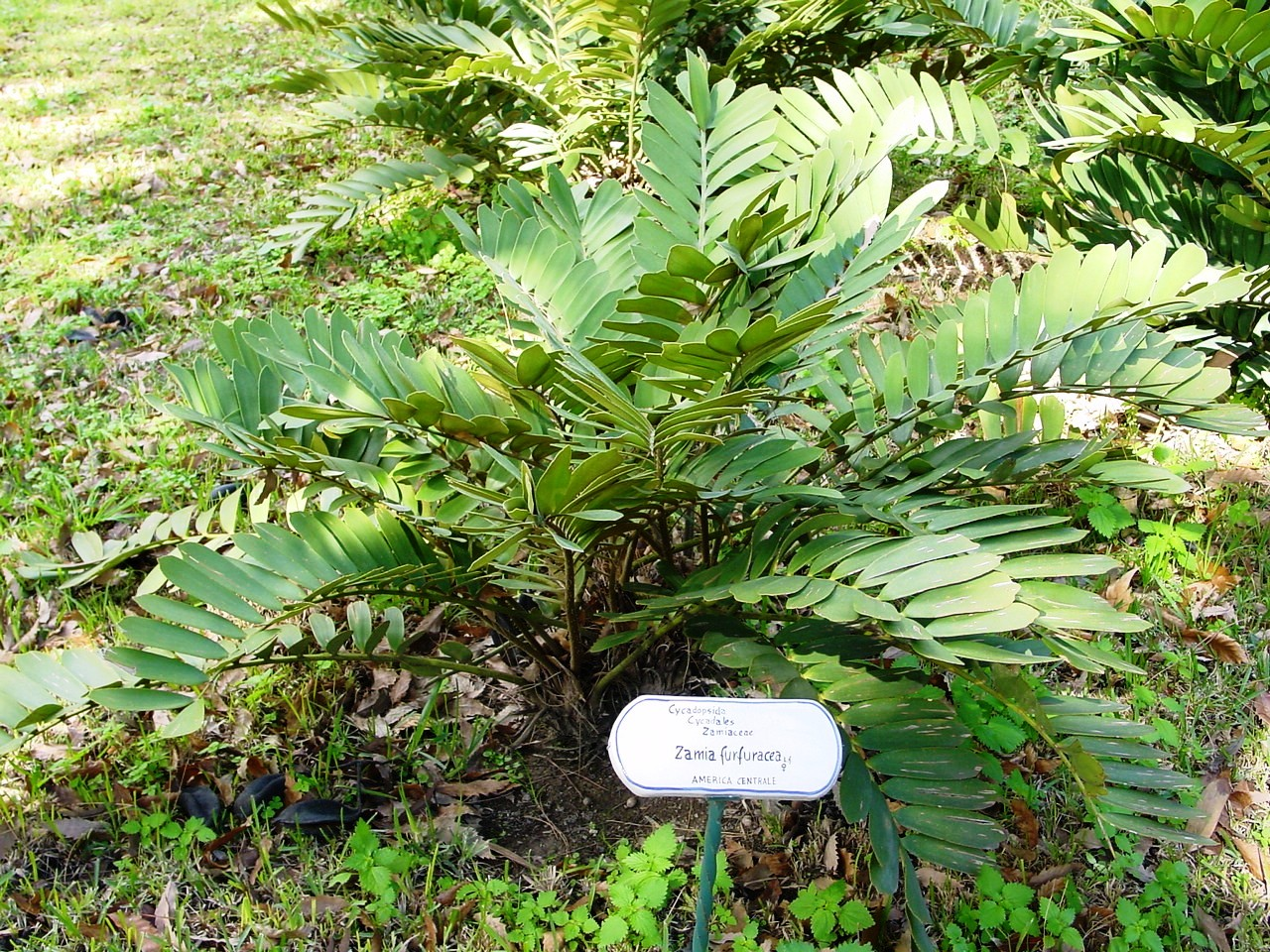
Zamia furfuracea

## Kenmerken

### Vegetatieve kenmerken
De stammen vormen meestal ondergrondse knollen zonder uitgesproken houtweefsel. Sommige soorten vormen een bovengrondse stam, die wel 4 meter en hoger kan worden. Drie soorten hebben een sterk afgeleide groeivorm: Zamia pseudoparasitica is een epifyt op boomstammen en verankert zichzelf met zijn wortels. De andere twee, Zamia cremnophila en een onbeschreven soort, groeien op zandstenen rotsen met hun wortels in kleine spleten. Soorten met bovengrondse stengels werpen al snel de bladvoeten en kataphyllen af en hebben dan een kale epidermis. Bij de soorten die in het regenwoud groeien, is de stam al snel bedekt met epifyten.
De bladeren zijn eenvoudig geveerd, lang of kort, rechtopstaand, horizontaal of hangend en zeer variabel. De zich ontwikkelende bladeren zijn groen, brons, rood of paars. De bladsteel en spil zijn ongewapend of hebben scherpe stekels. De blaadjes zijn stijf en leerachtig of zacht en papierachtig, het oppervlak glad, gegroefd of geribbeld, glanzend of mat, de bladrand geheel, gekarteld of gekarteld. Zamia variegata heeft bonte bladeren.

### Generatieve kenmerken
De vrouwelijke kegels zijn heel verschillend, afhankelijk van de soort. De maat varieert van 7,5 cm tot 46 cm. De kleur van de sarcotesta varieert van geel tot oranje en roze tot rood. De meeste soorten hebben geen kiemrust. De kegels hebben 6 tot 14 maanden nodig om te rijpen en de groeiende zaden dwingen de sporofyllen uit elkaar. Zolang de sarcotesta onvolwassen is, valt hij niet op. Wanneer de kegel openbreekt, stoppen de zaden snel met rijpen en wordt de sarcotesta gekleurd en zacht. Voor zover onderzocht worden alle soorten bestoven door insecten (entomofilie). De zaden kunnen worden verspreid door vogels en knaagdieren. Mannelijke kegels zijn minder variabel dan de vrouwelijke. Ze zijn klein, groeien en gaan snel voorbij. Bij sommige tropische soorten rijpen de vele kegels na elkaar, waardoor de pollenproductie lang duurt. De chromosoomnummers zijn 2n = 16-18, 21-28.

## Voorkomen en bedreiging
De Zamia-soorten hebben het breedste bereik van alle cycaden qua locaties. Er zijn soorten in het regenwoud, de savanne, op stabiele kustduinen, getijdenmoerassen en woestijnen, van zeeniveau tot hoogtes van 2500 meter. Veel soorten worden bedreigd door hun kleine oppervlakte en toenemend landgebruik.

## Gebruik
Zamia-soorten worden relatief zelden als sierplant gebruikt in vergelijking met andere palmvaren-geslachten. Een reden is te zien in hun tropische verspreiding, op de gematigde breedtegraden kunnen ze bijna alleen in kassen worden gekweekt.

## Systematiek en verspreiding
Het geslacht Zamia werd in 1763 opgericht door Carl von Linné. De typesoort is Zamia pumila. Synoniemen voor Zamia L. zijn: Palmifolium Kuntze nom. superfl., Palma-filix Adans. nom. rej., Chigua D.W.Stev., Aulacophyllum regel. Zamia vormt met het geslacht Microcyca de stam Zamieae binnen de onderfamilie Zamioideae in de familie Zamiaceae. Sinds Lindstrom 2009 behoren de twee vorige soorten tot het geslacht Chigua D.W. Stev. onder de naam Zamia restrepoi (D.W.Stev.) A. Lindstr. ook terug in het geslacht Zamia. Het geslacht Zamia komt voor in het neotropisch, maar als een van de weinige cycaden aan beide zijden van de evenaar. De noordelijke grens van de verspreiding ligt in Georgië en Florida, het gebied strekt zich uit over Mexico, West-Indië en Midden-Amerika tot Zuid-Amerika tot Noord-Chili, Bolivia en Brazilië. De grootste biodiversiteit is te vinden in Panama, Colombia en Cuba. In 2009 waren er 22 soorten in Mexico. Whitelock somt 60 Zamia-soorten op in 2002. Daarna werden er voor het eerst nog veel meer soorten beschreven. Er zijn ongeveer 79 Zamia-soorten (vanaf 2018):
- Zamia acuminata Oerst. ex Dyer: Dit endemische komt alleen voor in het zuiden van Costa Rica.
- Zamia amazonum D.W.Stev.: Het verspreidingsgebied strekt zich uit van zuidelijk Venezuela tot Peru.
- Zamia amplifolia Mast.: Deze endemische ziekte komt alleen voor in het noordwesten van Colombia.
- Zamia angustifolia Jacq. (Syn.:  Zamia angustissima  Miq.): Het komt alleen voor op de Caribische eilanden Bahama's en oostelijk Cuba.
- Zamia boliviana (Brongn.) A.DC.: Het verspreidingsgebied strekt zich uit van Bolivia tot de Braziliaanse staat Mato Grosso.
- Zamia chigua Seem. Dit komt alleen voor in het westen van Colombia.
- Zamia cremnophila Vovides, Schutzman & Dehgan: Het komt alleen voor in de Mexicaanse staat  Tabasco.
- Zamia cunaria Dressler & D.W.Stev.: Het komt alleen voor in Panama.
- Zamia decumbens Calonje, Meerman, M.P. Griff. & Hoese: Het werd voor het eerst beschreven in 2009 vanuit Belize.
- Zamia disodon D.W. Stev. & Sabato: Het werd voor het eerst beschreven in 2001 vanuit Colombia.
- Zamia dressleri D.W.Stev.: Het komt alleen voor in Panama.
- Zamia elegantissima Schutzman, Vovides & R.S. Adams: Het komt alleen voor in Panama.
- Zamia encephalartoides D.W.Stev.: Het werd voor het eerst beschreven in 2001 vanuit het noordwesten van Colombia.
- Zamia erosa OFCook & GNCollins (Syn .: Zamia amblyphyllidia DWStev.): Het komt alleen voor op de Grote Antillen in Cuba, Jamaica en Puerto Rico.
- Zamia fairchildiana L.D. Gómez: Het thuisland strekt zich uit van oost Costa Rica tot west Panama.
- Zamia fischeri Miq.: Het huis is Mexico.
- Zamia furfuracea L. f.: Het komt alleen voor in de Mexicaanse staat  Veracruz.
- Zamia gentryi Dodson: Het huis is Ecuador.
- Zamia gomeziana R.H.Acuña: Het werd voor het eerst beschreven in 2010 vanuit het noordoosten van Costa Rica.
- Zamia grijalvensis Pérez-Farr., Vovides & Mart.-Camilo: Het werd voor het eerst beschreven in 2012 vanuit de Mexicaanse staat Chiapas.
- Zamia hamannii A.S. Taylor, J.L. Haynes & Holzman: Het werd voor het eerst beschreven in 2008 vanuit Panama.
- Zamia herrerae Calderón & Standl.: Het komt voor van Mexico tot Guatemala.
- Zamia huilensis Calonje, H.E. Esquivel & D.W. Stev.: Het werd voor het eerst beschreven in 2012 vanuit Panama.
- Zamia hymenophyllidia D.W.Stev.: Het werd voor het eerst beschreven in 2001 en komt voor van het zuidoosten van Colombia tot het noorden van Peru.
- Zamia imperialis A.S. Taylor, J.L. Haynes & Holzman: Het werd voor het eerst beschreven in 2008 vanuit Panama.
- Zamia incognita A. Lindstr. & Idarraga: Het werd voor het eerst beschreven vanuit Colombia in 2009.
- Zamia inermis Vovides, J.D. Rees & Vázq.Torres: Het komt alleen voor in de Mexicaanse staat Veracruz.
- Zamia integrifolia L.f. (Syn.:  Zamia floridana  A.DC.): Het komt voor van het zuidoosten Georgia tot Florida, op de Bahama's, in Cuba en op de Kaaimaneilanden.
- Zamia ipetiensis D.W.Stev.: Het komt alleen voor in Panama.
- Zamia × katzeriana (regel) E.Rettig =  Zamia loddigesii  ×  Zamia verschaffeltii
- Zamia lacandona Schutzman & Vovides: Het komt alleen voor in de Mexicaanse staat Chiapas.
- Zamia lecointei Ducke (Syn.:  Zamia jirijirimensis  R.E.Schult.): Het verspreidingsgebied strekt zich uit van zuidelijk Venezuela tot noordelijk Peru en tot Brazilië.
- Zamia lindenii regel ex André: Het verspreidingsgebied strekt zich uit van westelijk Ecuador tot noordwestelijk Peru.
- Zamia lindleyi Warsz. ex A.Dietr .: Het komt alleen voor in Panama.
- Zamia loddigesii Miq. (Syn .:  Zamia lawsoniana  Dyer): Het komt voor van Mexico tot Belize.
- Zamia lucayana Britton: Het komt alleen voor op de Bahama's.
- Zamia macrochiera D.W. Stev.: Het werd voor het eerst beschreven in 2004 vanuit het noorden van Peru.
- Zamia manicata Ex-regel Linden: het huis is zuidelijk Panama en noordwestelijk Colombia.
- Zamia meermanii Calonje: Het werd voor het eerst beschreven in 2009 vanuit Belize.
- Zamia melanorrhachis D.W.Stev.: Het werd voor het eerst beschreven in 2001 vanuit Colombia.
- Zamia montana A.Braun: Het komt alleen voor in het noorden van Colombia.
- Zamia monticola Chamb.: Het thuisland is Guatemala.
- Zamia muricata Willd.: Het thuisland is Colombia en het noorden van Venezuela.
- Zamia nana A.Lindstr.: Het werd voor het eerst beschreven in 2013 vanuit Panama.
- Zamia nesophila A.S. Taylor, J.L. Haynes & Holzman: Het werd voor het eerst beschreven in 2008 vanuit Panama.
- Zamia neurophyllidia D.W.Stev.: Het thuisland is het zuidelijke Nicaragua, Costa Rica en Panama.
- Zamia obliqua A. Braun: Het huis ligt in het noordwesten van Colombia en het zuiden van Panama.
- Zamia oligodonta Calderón & D.W.Stev.: Ze komt nur in Colombia.
- Zamia onan-reyesii C. Nelson & Sandoval: Het werd voor het eerst beschreven in 2008 vanuit Honduras.
- Zamia oreillyi C. Nelson: Het werd voor het eerst beschreven in 2007 vanuit Honduras.
- Zamia paucifoliolata Calonje: Het werd voor het eerst beschreven in 2018 vanuit Colombia.
- Zamia paucijuga Wieland: Het huis ligt in het zuidwesten van Mexico.
- Zamia poeppigiana Mart. & Eichler: Het huis is Peru en Brazilië.
- Zamia portoricensis Urb.: Deze endemische ziekte komt alleen voor in het westen van Puerto Rico.
- Zamia prasina W.Bull (Syn.:  Zamia polymorpha  D.W.Stev., A.Moretti & Vázq.Torres): Het thuisland is het zuidoosten van Mexico tot aan Belize.
- Zamia pseudomonticola L.D. Gómez: Het thuisland is westelijk Costa Rica en zuidwestelijk Panama.
- Zamia pseudoparasitica J. Yates: Deze endemische ziekte komt alleen voor in het noorden van Panama.
- Zamia pumila L.: Het komt voor in de Grote Antillen in Cuba, in de  Dominicaanse Republiek, in Jamaica en Puerto Rico.
- Zamia purpurea Vovides, J.D. Rees & Vázq.Torres: Het thuisland zijn de Mexicaanse staten Veracruz en Oaxaca.
- Zamia pygmaea Sims (Syn.:  Zamia pumila  subsp.  Pygmaea  (Sims) corner w.,  Zamia kickxii  Miq.): Deze endemische komt alleen binnen westelijk Cuba.
- Zamia pyrophylla Calonje, D.W. Stev. & A.Lindstr.: Het werd voor het eerst beschreven in 2010 vanuit het noordwesten van Colombia.
- Zamia restrepoi (D.W.Stev.) A.Lindstr. (Syn.:  Chigua restrepoi  D.W.Stev.,  Chigua bernalii  D.W. Stev.): Deze endemische ziekte komt alleen voor in het noordwesten van Colombia.
- Zamia roezlii Regel ex Linden: Het komt voor in Colombia en Ecuador.
- Zamia sandovalii C. Nelson: Het werd voor het eerst beschreven in 2007 vanuit Honduras.
- Zamia skinneri Warsz. ex A.Dietr.: Deze endemische ziekte komt alleen voor in het noorden van Panama.
- Zamia soconuscensis Schutzman, Vovides & Dehgan: Het komt alleen voor in de Mexicaanse staat Chiapas.
- Zamia spartea A.DC.: Het komt alleen voor in de Mexicaanse staat Oaxaca.
- Zamia standleyi Schutzman: Het komt voor in Guatemala en in Honduras.
- Zamia stevensonii A.S. Taylor & Holzman: Het werd voor het eerst beschreven in 2012 vanuit Panama.
- Zamia stricta Miq.: Deze endemische ziekte komt alleen voor in het oosten van Cuba.
- Zamia tolimensis Calonje, H.E.Esquivel & D.W.Stev.: Het werd voor het eerst beschreven in 2011 vanuit de Colombiaanse provincie Tolima.
- Zamia tuerckheimii Donn.Sm.: Het huis is Guatemala.
- Zamia ulei Dammer (Syn.: Zamia cupatiensis Ducke): Het is wijdverspreid in tropisch Zuid-Amerika.
- Zamia urep B.Walln.: Het komt alleen voor in de Peruaanse regio Huánuco.
- Zamia variegata Warsz.: Het komt voor van de Mexicaanse staat Chiapas via Belize naar Guatemala.
- Zamia vasquezii D.W.Stev., Sabato & De Luca: Het komt alleen voor in de Mexicaanse staat Veracruz.
- Zamia verschaffeltii Miq. (Syn.: Zamia splendens Schutzman): Het komt voor in de Mexicaanse staten Veracruz, Tabasco en Chiapas.
- Zamia wallisii H.J. Veitch: Het komt alleen voor in de Colombiaanse provincie  Antioquia.